# Diane d'Andoins
Diane d'Andoins nebo d'Andouins (Diane de Andoins) (1554, Hagetmau, Francie - 1620, Hagetmau), hraběnka de Guiche, nazývaná „krásná Corisande“, byla francouzská šlechtična a v letech 1582 až 1591 královská milenka navarrského a francouzského krále Jindřicha IV.

## Životopis
Její rodiče byli Marguerite de Cauna a Paul, baron de Andoins, pán de Lescar, vikomta a později hraběte de Louvigny. Později se stala jednou z nejbohatších dědiček Béarnu.
Zasnoubila se dne 6. srpna 1567 (ve věku 13 let) a dne 21. listopadu 1568 se provdala za Philiberta, hraběte z Gramontu, senešala v Béarnu a Guiche, vikomta z Asteru a de Louvigny, pána z Lescure a guvernéra Bayonne (1552 – 1580), kterému bylo v té době pouhých 15 let. Philibert zemřel na zranění utržené v roce 1580 během obléhání La Fère v Pikardii  a Diane se tak ve věku 26 let stala vdovou. Spolu s manželem měli 2 děti - syn Antoina II. vévodu de Gramont a dceru Kateřinu.
Byla to žena proslulá velkou krásou a neméně rozsáhlou znalostí kultury, znala zejména Montaigne. Zamilovala se do dvorské literatury a právě v rytířském románku Amadis de Gaule našla hrdinku, se kterou se mohla ztotožnit a jejíž jméno přijala: „Corisande“.
Jindřich III. Navarrský se s ní setkal, pravděpodobně díky přátelství mezi ní a jeho sestrou Kateřinou Bourbonskou (navzdory jejich rozdílnému náboženství, Kateřina byla kalvinistka, zatímco Diane byla katolička) a vytrvale se jí dvořil.
Velký vliv na něj měla v letech 1582 až 1590, kdy byla na rozdíl od jeho ostatních milenek také partnerkou v jeho obchodních jednáních. Hraběnka mu zůstala oddaná celý život. Během válek Ligy kvůli němu prodala své diamanty, dala do zástavy svůj majetek a dokonce pro něj naverbovala na své útraty armádu 20 000 Gaskoňců. Jindřich jí prý podepsal „svou krví“ slib sňatku, alespoň dle anekdoty, kterou vyprávěl Agrippa d'Aubigné . Nicméně král své slovo nedodržel. Pravděpodobně byla příčinou jeho nestálosti Françoise de Montmorency-Fosseux (předchozí Jindřichova milenka v letech 1579 až 1581) a protestantů, kteří se obávali vlivu této katolické šlechtičny na panovníka Béarnu. Někteří genealogové se domnívají, že její syn Antoine pochází z jejího spojení s Jindřichem III. Navarrským. Tyto informace jsou ale nepotvrzené a pochybné.
Zemřela v únoru 1621 na svém zámku Hagetmau.